# Diócesis de Litomyšl
La diócesis de Litomyšl (en latín: Dioecesis Lutomislensis, en checo: Diecéze litomyšlská y en alemán: Bistum Litomyšl) fue una circunscripción eclesiástica de la Iglesia católica en República Checa. Se trataba de una diócesis latina, sufragánea de la arquidiócesis de Praga. Fue suprimida en el siglo XV y restaurada como diócesis titular en 1970. Desde el 2 de diciembre de 2024 su obispo titular es Prokop Brož.

## Territorio y organización
La diócesis extendía su jurisdicción sobre los fieles católicos de rito latino residentes en la parte oriental de Bohemia y una parte de Moravia. 
La sede de la diócesis se encontraba en la ciudad de Litomyšl, en donde la catedral era la iglesia de Santa María en Monte Oliveto, que fue destruida durante las invasiones husitas de 1421 y 1425.
En 1344 en la diócesis existían 147 parroquias agrupadas en 6 decanatos: Chrudim (45 parroquias), Lanškroun (16 parroquias), Polička (17 parroquias), Vysoké Mýto (39 parroquias), Šumperk (22 parroquias) y Úsov (8 parroquias). Los dos últimos decanatos habían sido separados de la diócesis de Olomouc, mientras que los cuatro primeros habían pertenecido a la diócesis de Praga.

## Historia
La diócesis fue erigida el 30 de abril de 1344 mediante la bula Ex superne providencia del papa Clemente VI, y hecha sufragánea de la diócesis de Praga, al mismo tiempo elevada al rango de sede metropolitana.
El territorio, sin embargo, fue definido recién el 12 de abril de 1351, con dos bulas separadas de Clemente VI: a la diócesis de Litomyšl se le asignaron 2 decanatos, que pertenecían a la diócesis de Olomouc (hoy arquidiócesis de Olomouc), y otros 4 decanatos, tomados de la arquidiócesis de Praga.
El hecho de que la poco importante pero céntrica ciudad de Litomyšl, en Bohemia Oriental, fuera elegida como obispado estaba relacionado con las intenciones políticas eclesiásticas del emperador Carlos IV, quien, después de la incorporación de Silesia a la Corona de Bohemia, pretendía separar la diócesis de Breslavia de la provincia eclesiástica de Gniezno y asignarla a la provincia eclesiástica de Praga. Por ello, al obispo de Breslavia, Preczlaw de Pogarell, que apoyaba los planes de Carlos, se le confiaron tareas organizativas y administrativas en la creación de la diócesis de Litomyšl.
Las posesiones materiales del obispado fueron las del monasterio premonstratense de Litomyšl, fundado por el obispo Enrique II Zdík de Olomouc a mediados del siglo XII, sobre las ruinas de una fortaleza slavníkida anterior del siglo X. Los bastimentos del monasterio (situados en el solar de lo que ahora es el Castillo de Litomyšl) se convertirían en el palacio episcopal, incluyendo la iglesia abacial, que fue la sede del obispado. El primer obispo, Juan I, fue antes abad premostratense de la abadía de Louka, en Znojmo (sur de Moravia). Los clérigos del monasterio formaron el cabildo catedralicio y el monasterio dejó de existir, con sus propiedades divididas entre el obispo y el cabildo, lo que fue el origen de fuertes disputas legales que no se solucionaron hasta la intervención de Preczlaw de Pogarell en 1347, que en nombre del papa estableció y aclaró la estructura de la propiedad del cabildo y del obispo. Al mismo tiempo, el emperador Carlos IV confirmó para la diócesis la libre disposición de los bienes del obispo. Por otra parte, las disputas territoriales con las diócesis de Praga y Olomouc, que tuvieron que ceder a la nueva diócesis de Litomysl las parroquias que la formaron, se extendieron hasta 1350.
Aunque la diócesis incluía numerosos monasterios, estaba situada en una región de poca importancia económica. Con el fin de estabilizar su situación económica, los obispos de Litomyšl fundaron numerosos monasterios, así por ejemplo se fundó un monasterio de agustinos en Litomyšl (1356), una colegiata de la Orden de Canónigos Regulares de San Agustín en Lanškroun (1371) y una cartuja en Tržek (1372). En esa época, dado que los obispos eran a menudo consejeros de la corte en Praga al servicio de la Casa de Luxemburgo, se descuidó la administración de la diócesis con el ausentismo de sus titulares. La atención de los obispos por el obispado mejoró con el episcopado de Alberto de Sternberg: en 1376, durante su segundo mandato como obispo de Litomyšl se llevó de Magdeburgo (donde había sido anteriormente su arzobispo por influencia del emperador Carlos IV) los huesos del papa san Víctor I como reliquia para la diócesis, de la que fue a partir de entonces su santo patrón.
Durante el largo mandato del obispo Juan IV de Bucca, la vida eclesiástica comenzó a florecer lentamente. En 1391 se nombró a un predicador diocesano, que predicaba en el lenguaje del pueblo en vez de en latín; en 1401 se celebró un sínodo diocesano y en 1406 realizó una visita pastoral a las parroquias del obispado. Juan IV también fundó una escuela y una biblioteca de la catedral en Litomyšl. Fue un fiel seguidor del emperador Segismundo de Luxemburgo y oponente de la doctrina de Juan Hus y los husitas. Participó en el Concilio de Constanza (1414-1418) como delegado checo.
El sucesor de Juan IV fue Alejo de Březí, que tuvo que contemporizar con los husitas por sus victorias iniciales. En el sitio de Litomyšl, en 1421, el líder husita Jan Žižka ocupó la ciudad cuando el obispo huyó dejando el campo abierto. Cuando los taboritas, el ala extrema de los husitas, reocuparon la ciudad incendiando la catedral y el palacio episcopal, también huyeron los canónigos del cabildo catedralicio y se refugiaron en Svitavy, una ciudad 18 km al sureste de Litomyšl que pertenecía a la diócesis de Olomouc.
En el siglo XV, después de las guerras husitas, los utraquistas se convirtieron en la mayoría de la población de Bohemia Oriental. Esto coincidió con un rápido declive de la diócesis. La diócesis fue de facto abolida, aunque todavía fueron nombrados administradores apostólicos. En 1474 el último obispo de Litomyšl, Jan Bavor, trasladó el cabildo catedralicio a Svitavy.
Hasta mediados del siglo XVI todavía se mencionan dos administradores de la diócesis. Tras la muerte del último de estos, los dos canónigos que quedaban en Svitavy fueron expulsados de la ciudad por los protestantes en 1554 y encontraron refugio en el monasterio premonstratense de Olomouc.
En el siglo XVII se intentó restaurar la sede episcopal, lo que condujo en 1664 a la erección de la diócesis de Hradec Králové, que se encuentra en parte en el mismo territorio.

### Diócesis titular
Desde 1970 Litomyšl figura entre las sedes episcopales titulares de la Iglesia católica. Desde el 2 de diciembre de 2024 el obispo titular es Prokop Brož, obispo auxiliar de la diócesis de Hradec Králové.